# Kreismikrometer
Das Kreismikrometer (auch Ringmikrometer) ist ein Mikrometer, das aus einem dünnen und exakt kreisförmigen Stahlring besteht, der auf einer Glasplatte befestigt und in der Brennebene eines Fernrohrs angebracht ist. 
Durch die Beobachtung und Aufzeichnung der Zeiten, in denen zwei einander nahe Astronomische Objekte in diesen Ring ein- und austreten, kann man deren Rektaszensions- und Deklinationsdifferenzen bestimmen. Das hierzu nötige Fernrohr bedarf keiner parallaktischen Aufstellung, muss aber während der Beobachtungszeit völlig unverändert stehen bleiben. Dieses einfache Mikrometer eignet sich insbesondere zur Ortsbestimmung lichtschwacher Objekte, wie Kometen und Nebelflecken. Im Notfall kann man auch die das Gesichtsfeld des Fernrohrs begrenzende Blendung als Kreismikrometer benutzen.